# Marumba poliotis
Marumba poliotis là một loài bướm đêm thuộc họ Sphingidae. Loài này có ở Ấn Độ.